# Station Birchwood
Birchwood is een spoorwegstation van National Rail in Birchwood, Warrington in Engeland. Het station is eigendom van Network Rail en wordt beheerd door First TransPennine Express. Het station is geopend in 1981.